# Adolfów (Baranów)
Adolfów – część wsi Baranów w Polsce, położona w województwie świętokrzyskim, w powiecie buskim, w gminie Busko-Zdrój.
W latach 1975–1998 Adolfów administracyjnie należał do województwa kieleckiego.